# Ялав
Яла́в (с чуваш. — «Знамя») — иллюстрированный литературно-художественный и публицистический журнал чувашских писателей. В советский период — один из органов печати Союза писателей РСФСР. Издавался с июля 1924 по 2007 год.
На страницах публиковались сатира и критика, проблемная публицистика и очерки, стихи и песни, мнения и размышления читательской аудитории, а также выступления писателей, деятелей культуры и искусства Чувашской Республики по актуальным темам.

## История
25 июля 1924 года вышел в свет первый номер журнала «Сунтал» (с чуваш. — «Наковальня»). Под этим именем журнал выходил до 1941 года. В годы Великой Отечественной войны его издание было приостановлено. В январе 1946 года журнал получил новую жизнь, но уже с другим именем — «Ялав» (с чуваш. — «Знамя»).
На всех этапах становления журнал объединял творческие силы писателей, которые составляют золотой фонд чувашской литературы: П. Хузангай, Я. Ухсай, А. Алга, Н. Ильбек, Ф. Уяр, А. Артемьев, К. Турхан, А. Талвир.
В 1974 году журнал удостоился ордена «Знак Почёта».
В 2004 году журнал отметил 80-летие.

## Редакторы
Редактором первых номеров журнала был главный редактор газеты «Канаш» Н. Я. Золотов. Впоследствии журнал редактировали Н. В. Шубоссинни, С. В. Эльгер, М. Д. Шумилов, Ю. С. Семендер и др.